# A kívülálló (Stephen King-regény)
A kívülálló (The Outsider) Stephen King amerikai író 2018-ban megjelent műve, amely bűnügyi thriller és egyben természetfölötti horrorregény.

## Cselekmény
Egy tipikus amerikai kisvárosban, Flint City-ben brutális kegyetlenséggel elkövetett gyerekgyilkosság történik. Az elkövető a köztiszteletnek örvendő baseball-edző, Terry Maitland, akit több szemtanú látott, sőt videófelvételek és ujjlenyomatok is bizonyítják bűnösségét. Ralph Anderson nyomozó letartóztatja ugyan a feltételezett elkövetőt, de hamarosan kiderül: a vélt tettes a gyilkosság idején több száz kilométerre volt, amit szintén szemtanúk, videófelvételek és bizonyítékok támasztanak alá.
A mű érdekessége, hogy Holly Gibney nyomozó személyén keresztül szorosan kapcsolódik a Bill Hodges detektív nevével fémjelzett trilógiához, amelynek részei: Mr. Mercedes (2014), Aki kapja, marja (2015) és Agykontroll (2016).

## Magyarul
- A kívülálló; fordította: Dranka Anita; Európa, Budapest, 2019